# 1988 en musique classique
| \| • Retour à la chronologie générale de la musique classique • \| |
| Grèce • Rome • Haut Moyen Âge • VIIIe siècle • IXe siècle • Xe siècle • XIe siècle XIIe siècle • XIIIe siècle • XIVe siècle • XVe siècle • XVIe siècle • XVIIe siècle XVIIIe siècle • XIXe siècle • XXe siècle • XXIe siècle |
| • Retour à la chronologie générale de la musique classique • |

| Années en musique classique : 1985 - 1986 - 1987 - 1988 - 1989 - 1990 - 1991    |
| Décennies en musique classique : 1950 - 1960 - 1970 - 1980 - 1990 - 2000 - 2010 |

## Événements

### Créations
- 2 mars : la Symphonie no 1 d'Edison Denisov est créée à Paris par l'Orchestre de Paris dirigé par Daniel Barenboim.
- 11 septembre : la Messa per Rossini (composée en 1869) est créée par le Gächinger Kantorei dirigé par Helmuth Rilling  à Stuttgart.
- 2 novembre : Different Trains de Steve Reich, créé par le Kronos Quartet au Queen Elizabeth Hall de Londres.

### Autres
- 1er janvier : concert du nouvel an de l'orchestre philharmonique de Vienne au Musikverein, dirigé par Claudio Abbado.
- 1er décembre : Création du festival Premières de la saison à Kiev.

#### Date indéterminée
- Fondation du Centre de musique baroque de Versailles par Philippe Beaussant et Vincent Berthier de Lioncourt.
- Fondation du Quatuor Arpeggione.
- Fondation du Quatuor Gabriel.
- Fondation de l'Orchestre de Cadaqués.
- Fondation de la Biennale de Munich.

## Prix
- Leonídas Kavákos obtient le 1er prix de violon du Concours international de violon Niccolò Paganini.
- Yves Castagnet organiste français, obtient le Grand Prix de Chartres.
- Peter Schreier reçoit le Prix Ernst von Siemens.
- Leonard Bernstein et l'Orchestre philharmonique de Vienne reçoivent le Prix Brahms.
- Peter Schreier reçoit le Léonie Sonning Music Award.

## Naissances

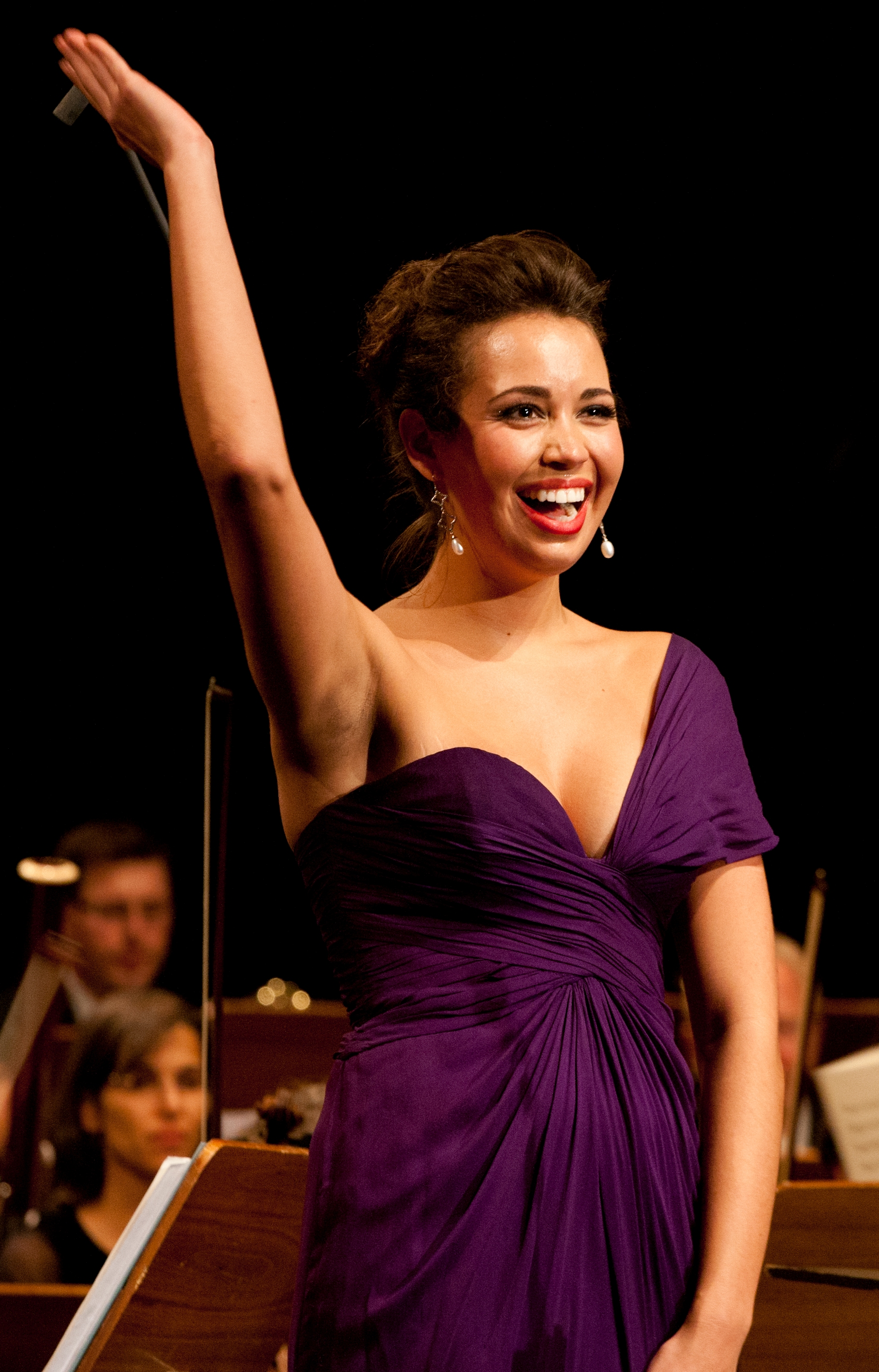
Nadine Sierra

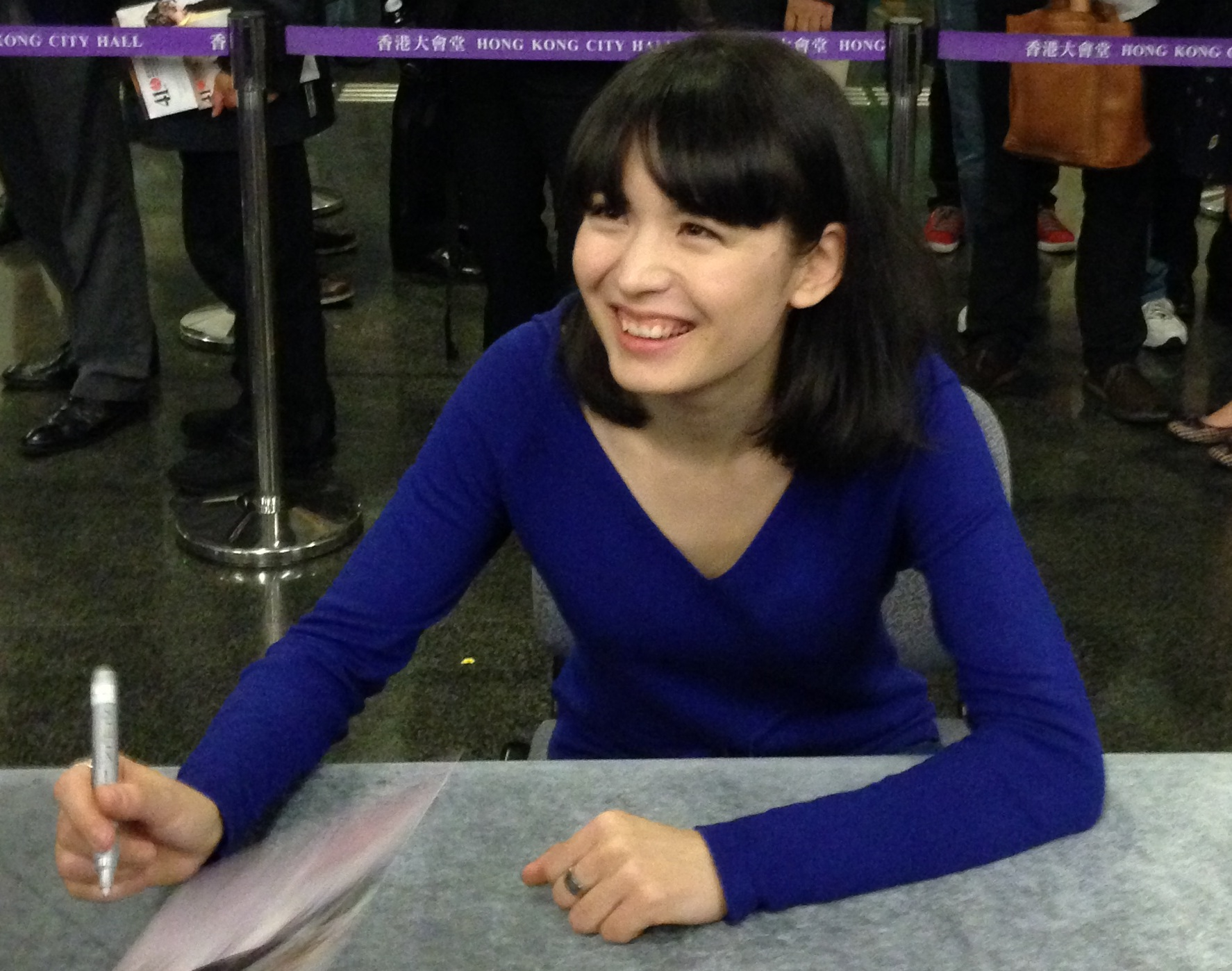
Alice Sara Ott

- 10 février : David Rossel, compositeur et musicologue suisse.
- 1er mars : Jules Matton, compositeur français.
- 22 mars : Eve-Maud Hubeaux, artiste lyrique (mezzo-soprano) suisse.
- 22 avril : Sunwook Kim, pianiste coréen.
- 25 avril : Gabriel Bianco, guitariste classique français.
- 8 mai : Lise de la Salle, pianiste française.
- 14 mai : Nadine Sierra, soprano américaine.
- 29 mai : Camille Thomas, violoncelliste franco-belge.
- 10 juin : Antoine Miannay, compositeur français.
- 12 juillet : Jacek Kortus, pianiste polonais.
- 1er août : Alice Sara Ott, nippo-allemande.
- 10 août : Federico Colli, pianiste italien.
- 8 septembre : Sanja Bizjak, pianiste serbe.
- 13 septembre : Nobuyuki Tsujii, pianiste et compositeur japonais.
- 10 octobre : Jodie Devos, soprano belge († 16 juin 2024).
- 16 novembre : Anastasia Huppmann, pianiste autrichienne.
- 19 décembre : Astrig Siranossian, violoncelliste française.

Date indéterminée
- Roderick Cox, chef d'orchestre américain.
- Thomas Dunford : luthiste et théorbiste français.
- Artem Yasynskyy, pianiste et professeur de musique ukrainien.

## Décès

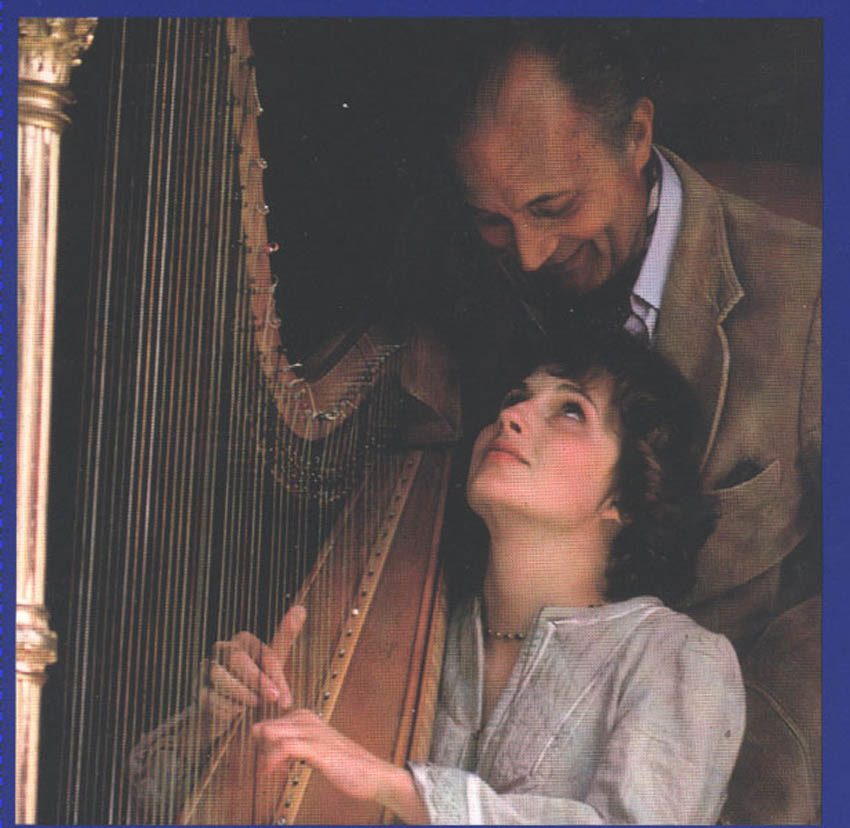
Martine Géliot

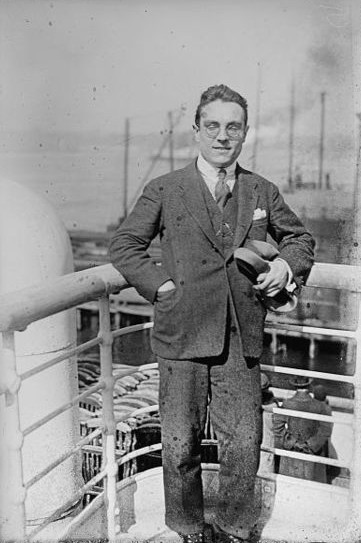
Emil Telmányi

- 4 janvier : Lily Laskine, harpiste française (° 31 août 1893).
- 12 janvier :
  - Bruno Prevedi, ténor italien (° 21 décembre 1928).
  - Jésus Etcheverry, chef d'orchestre français (° 14 novembre 1911).
- 19 janvier : Ievgueni Mravinski, chef d'orchestre soviétique (° 4 juin 1903).
- 4 février : Willi Kollo, compositeur et auteur allemand (° 28 avril 1904).
- 7 février : Martine Géliot, harpiste française (° 8 décembre 1948).
- 12 février : Léon Goossens, hautboïste britannique (° 12 juin 1897).
- 15 février : Detlef Kleuker, Facteur d'orgues allemand (° 4 juillet 1922).
- 22 février :
  - Solomon Cutner, pianiste anglais (° 6 août 1902).
  - Afro Poli, baryton et acteur italien (° 22 décembre 1902).
- 1 mars : Henry Sopkin, chef d'orchestre américain (° 20 octobre 1903).
- 8 mars : Henryk Szeryng, violoniste mexicain d'origine polonaise (° 22 septembre 1918).
- 14 mars : Willi Apel, musicologue américain (° 10 octobre 1893).
- 18 mars : Gerald Abraham, musicologue anglais (° 9 mars 1904).
- 20 mars : Jeanne Behrend, pianiste, professeur de musique, compositrice et musicologue américaine (° 11 mai 1911).
- 23 mars : Rafael Ferrer i Fitó, compositeur, violoniste et chef d'orchestre espagnol (° 22 mai 1911).
- 7 avril : Cesar Bresgen, compositeur autrichien (° 16 octobre 1913).
- 16 avril : Youri Egorov, pianiste (° 28 mai 1954).
- 18 avril : Paul Derenne, ténor français (° 27 août 1907).
- 26 avril : Amerigo Marino, chef d'orchestre américain (° 5 février 1925).
- 2 mai : Anna Artobolevskaïa, pianiste soviétique.
- 9 mai : Frederick Dalberg, chanteur d'opéra sud-africain (° 7 janvier 1908).
- 10 mai : Henri Ledroit, contreténor français (° 11 mars 1946).
- 20 mai :
  - René Defossez, compositeur et chef d'orchestre belge (° 4 octobre 1905).
  - László Somogyi, chef d'orchestre hongrois (° 25 juin 1907).
- 8 juin : Yvonne Hubert, pianiste et pédagogue québécoise d'origine belge (° 28 mai 1895).
- 12 juin : Marcel Poot, compositeur belge (° 7 mai 1901).
- 13 juin : Emil Telmányi, violoniste, chef d'orchestre et pédagogue hongrois (° 22 juin 1892).
- 22 juin : Svend Westergaard, compositeur et pédagogue danois (° 8 octobre 1922).
- 27 juin : Heinz Rehfuss, baryton-basse (° 25 mai 1917).
- 1er juillet : Lex van Delden, compositeur néerlandais (° 10 septembre 1919).
- 18 juillet : Joly Braga Santos, compositeur et chef d'orchestre portugais (° 14 mai 1924).
- 20 juillet : Richard Holm, ténor allemand (° 3 août 1912).
- 31 juillet : André Navarra, violoncelliste français (° 13 octobre 1911).
- 9 août : Giacinto Scelsi, compositeur et poète italien (° 8 janvier 1905).
- 15 août : Hans Heinz Stuckenschmidt, musicologue et critique musical allemand (° 1er novembre 1901).
- 16 août : Milton Adolphus, compositeur et pianiste américain (° 27 janvier 1913).
- 24 août : Kenneth Leighton, compositeur, pianiste et pédagogue britannique (° 2 octobre 1929).
- 7 septembre : Charles Brown, compositeur français (° 9 avril 1898).
- 11 septembre : Charles Jay, compositeur et pédagogue français (° 29 mai 1911).
- 17 septembre : Hilde Gueden, soprano autrichienne (° 15 septembre 1917).
- 22 septembre : Eugène Reuchsel, pianiste, organiste et compositeur français (° 21 juillet 1900).
- 25 septembre : Noëlie Pierront, organiste, concertiste et pédagogue française (° 23 septembre 1899).
- 9 octobre : Michael Minsky, chanteur d'opéra baryton (° 12 août 1918).
- 15 octobre : Kaikhosru Shapurji Sorabji, compositeur britannique (° 14 août 1892).
- 20 octobre : Mogens Wöldike, chef d'orchestre et organiste danois (° 5 juillet 1897).
- 23 octobre : Stefan Turchak, chef d'orchestre ukrainien (° 28 février 1938).
- 26 octobre : Pierre Nougaro, chanteur lyrique baryton français (° 27 avril 1904).
- 3 novembre : Jules Semler-Collery, compositeur et chef d'orchestre militaire français (° 17 septembre 1902).
- 9 novembre : Yves Baudrier, compositeur français (° 11 février 1906).
- 13 novembre : Antal Doráti, chef d'orchestre hongrois naturalisé américain (° 9 avril 1906).
- 21 novembre : Raymond Lewenthal, pianiste américain (° 29 août 1923).
- 24 novembre :
  - Henry de Rouville, contre-ténor français (° 7 septembre 1955).
  - Irmgard Seefried, soprano allemande (° 9 octobre 1919).
- 13 décembre : André Jaunet, flûtiste suisse (° 17 mai 1911).
- 23 décembre : Frida Kern, compositrice autrichienne († 9 mars 1891).
- 26 décembre : Pablo Sorozábal, compositeur espagnol (° 18 septembre 1897).

### Date indéterminée
- Nikolaï Boudachkine, compositeur russe de musique classique et de musique de film (° 1910).
- Maxime Kovalevsky, compositeur liturgiste orthodoxe, historien, musicologue et mathématicien russe (° 30 août 1903).